# Îndoctrinare

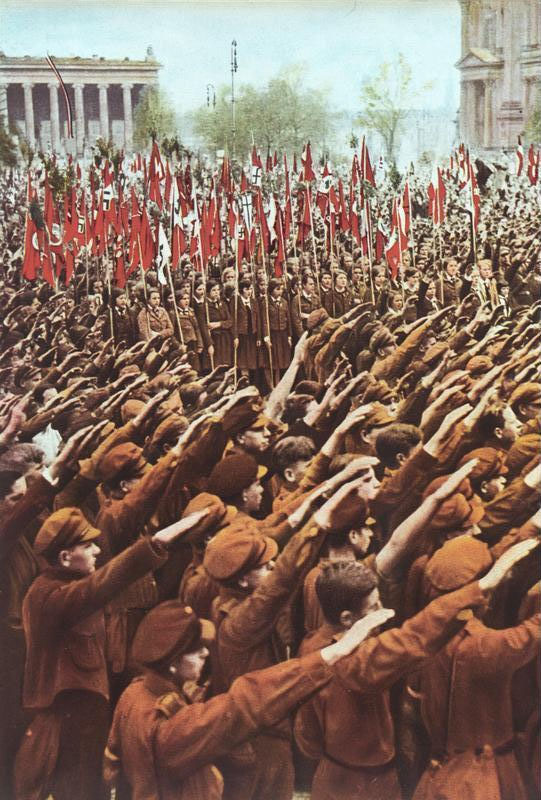
Membrii Tineretului hitlerist realizând salutul nazist la un miting din Lustgarten din Berlin, 1933.

Îndoctrinarea, spre deosebire de educație care are loc în strictă neutralitate și imparțialitate, este ansamblul de măsuri, de practici educaționale și de propagandă luate de o autoritate, fie de natură epistemică, fie deontică, menite să insufle anumite valori sau moduri de gândire subiecților cărora le sunt adresate. Din punct de vedere istoric, îndoctrinarea a fost promovată atât de către elitele sociale dominante, ca mijloc de Control social⁠(d) ne-explicit, și nici în mod neapărat coercitiv, dar influent; precum și de grupuri religioase și ideologice extremiste, adesea contrare ordinii stabilite. Unii autori consideră, de asemenea, ca fiind îndoctrinare, informația filtrată de anumite grupuri extremiste, care pot influența atât persoane adulte, cât și persoane minore, datorită poziției lor părtinitoare și/sau naive. În regimurile totalitare, se numește îndoctrinare orice model de gândire al adversarului politic, dar niciodată practicile de îndoctrinare practicate de respectivul stat însuși.
O predare condiționată este într-o oarecare măsură inevitabilă în predarea de la părinte la copil, deoarece ființele umane fiind animale sociale sunt inevitabil afectate de contextul în care se dezvoltă. Acest lucru poate fi însă atenuat de practici care favorizează libera gândire și folosirea gândirii critice, fiind aceasta principala diferență între îndoctrinare și educație: prima, spre deosebire de educație, nu intenționează niciodată să transforme subiectul într-un individ autonom cu raționament propriu, ci într-un individ care se caracterizează prin oarbă credință și prin absența gândirii critice. În cazuri extreme, îndoctrinarea poate fi chiar însoțită de tehnici de spălare a creierului.

## Istorie
Termenul apare frecvent în scrierile diverșilor teoreticieni sociali și analiști politici, printre care putem aminti pe Noam Chomsky sau Albert Einstein.  Chomsky a argumentat, oferind o amplă colecție de exemple, existența unor prejudecăți sistematice în cadrul mijloacelor de comunicare în favoarea anumitor interese ale elitelor dominante. 
Utilizarea îndoctrinării ca mijloc de control social face parte din modelul de propagandă expus de Edward S. Herman⁠(d) și Noam Chomsky. Potrivit acestui model, cauza prejudecăților sistematice în mijloacele de comunicare sunt factorii structurali economici. Marketingul, publicitatea, industriile de relații publice și institutele de opinie sunt utilizate în mod sistematic pentru a consolida interesele elitelor de afaceri. În plus, influentele lobby-urile religioase și economice au folosit frecvent sistemul educațional și comunicațiile electronice centralizate pentru a influența într-o certă direcție opinia publică.
Acest tip de practici provoacă restricționări asupra gradului de democrație care poate fi atins, întrucât majoritatea cetățenilor nu primesc informațiile necesare pentru a putea lua decizii raționale în chestiuni etice, sociale și economice, ci mai degrabă ceea ce aceste lobby -uri corporative își doresc.Albert Einstein rezuma rolul mijloacelor de comunicare într-un articol din 1949:
„Capitalul privat tinde să fie concentrat în doar câteva mâini, parțial datorită concurenței dintre capitaliști, și parțial pentru că dezvoltarea tehnologică și creșterea diviziunii muncii încurajează formarea de unități de producție mai mari în detrimentul celor mai mici. Rezultatul acestui proces este o oligarhie a capitalului privat a cărei putere enormă nu poate fi controlată efectiv nici măcar într-o societate politică organizată democratic. Acest lucru se datorează faptului că membrii organelor legislative sunt selectați de partide politice, în mare măsură finanțate sau influențate în alt mod de capitaliști privați care, în toate scopurile practice, separă electoratul de legislativ. Consecința este că reprezentanții poporului nu protejează de fapt suficient interesele grupurilor defavorizate ale populației.”—Albert Einstein, Why Socialism?''

## Educație
Îndoctrinarea este strâns legată de educație, începând de la originea etimologică a cuvântului până la practica datorită naturii sale epistemologice. În timp ce în mod ideal educația nu va fi niciodată îndoctrinare, îndoctrinarea implică întotdeauna procese educaționale.
Lanțurile de comandă ale autorității din sistemul de învățământ favorizează îndoctrinarea, deși aceste autorități pot fi epistemice, în marea majoritate a cazurilor sunt preponderent deontice, datorită puterii punitive pe care o pot exercita atât personalul docent, cât și organele de conducere ale instituțiilor. În actul de îndoctrinare sunt întotdeauna implicate jocurile de putere, care sunt prezente și în sistemele de educație verticale.
Îndoctrinarea in sala de clasă poate fi distinsă în două categorii
Practici care exercită fațeta epistemologică a îndoctrinării, cum ar fi predarea pornind de la preconcepții, folosirea titlului de știință pentru a preda opinii sau conținut care nu este dovedit, predarea conținutului ca unic și inamovibil și acordarea unei mai mari importanțe anumitor valori ca tip particular de inteligență .
Educația poate ajunge sa promoveze îndoctrinarea din fațeta sa ideologică, pentru a susține sau discredita un anume partid politic, pentru a inventa date spre a promova o ideologie specifică sau pentru a promova discursul instigator la ură, cum ar fi șovinismul masculin, rasismul, xenofobia, homofobia, transfobia. etc.
Rezultă că este important de înțeles că îndoctrinarea este alcătuită din intenția de a îndoctrina, din conținutul îndoctrinator, din metodele autoritare și din scopul acestui act. Aceste patru dimensiuni dau naștere practicilor de îndoctrinare, acționând împreună, dar fiind posibil și ca doar unele dintre ele să fie prezente la momentul vreunei îndoctrinări.
In ce privește conținutul este important să evidențiem o diferență între modul în care sunt abordate lucrurile prin prisma îndoctrinării și prin cea a educației, prima dintre practici nu predă fapte, ci mai degrabă urmărește să implanteze credințe și opinii, disimulând că acestea sunt absolute și certe cu scopul  de a aduce beneficii unei autorități care poate să creadă sau nu în ele cu adevărat. Toate formele de cunoaștere sunt într-o oarecare măsură impregnate de credințele societății în care s-au făurit, nicio formă de cultură nu scapă caracterului istoric al ființei umane. Totuși, în buna educație, nu se ascunde ideologia prezentă în conținuturi, ci este abordată într-un mod critic, explicit și conștient, privând ideologia de chiar puterea cea mai mare, care este asumarea absolutelor pe care i-o conferă practicile îndoctrinante.
Când metoda educațională se bazează pe negarea conștiinței și a liberei exprimări, ea întruchipează însăși esența îndoctrinării. Trebuie remarcat faptul că acest lucru poate fi realizat chiar și independent de conținut și de intenție, dacă sunt efectuate practici bazate pe răspuns pasiv și pe negare a oricărei idei care nu este conformă cu cea a autorității.
Pentru a preveni îndoctrinarea în sistemul educațional, psihologia constructivistă a venit cu o serie de recomandări care favorizează libera și responsabila gândire precum și recunoașterea necesității unei societăți mai democratice și mai multiculturale, aceasta printr-o reformulare a aceluiași spațiu educațional. .
Pentru aceasta devine necesar să recunoaștem cunoașterea în sine nu ca pe o chestiune de existență a priori, ci ca pe un proces în constantă dialectică, de construcție colectivă și individuală, care se formează în momentul de confruntare a ideilor. Învățarea este favorizată de confruntarea dintre grup și mediu, mediul asigurând o presiune selectivă care forțează schimbarea prin intermediul analizei și reformularea acelor preconcepții care împiedicau învățarea celor care le studiau.
Reproiectarea dinspre optica constructivistă a spațiilor educaționale, în sens uman face posibilă valorificarea comiterii greșelilor în cadrul activităților pedagogice bazate pe cooperare, pentru a înlocui în acest fel „paradigma abordării dogmatice a informației” cu „paradigma abordării științifice a informației”, întrucât înțelegerea capacității de a greși în învățare ca pe ceva pozitiv promovează ca informația cu care se lucrează să fie alcătuită din informații provizorii și aproximative care trebuie modificate atunci când se găsesc modele care se ajustează mai bine realității
Cu acestea în minte autoritățile epistemice își vor putea lăsa din ce în ce mai mult la o parte rolurile deontice și punitive spre a acționa mai mult ca mediatoare în raport cu lumea, nu atenuând dificultatea conflictelor didactice, ci mai degrabă promovând respective oportunități de confruntare pedagogică și democratică, anticipând că grupul este competent în formarea argumentelor astfel încât fiecare participant să-și poată exprima liber a sa opinie. 

## Politică
Îndoctrinarea politică se referă la includerea unor valori care favorizează un anumit regim, acest lucru fiind obișnuit mai ales în guvernările totalitare și dictatoriale, totuși toate formele de propagandă pot fi considerate într-un fel sau altul drept îndoctrinante. În istorie, propaganda a fost produsă în multiple formate, cum ar fi cărți, manuale, reviste, pamflete, afișe și odată cu apariția noilor tehnologii, cum ar fi filme, emisiuni și reclame TV și conținut pe internet . Pe lângă posibilitatea latentă de îndoctrinare politică în educație, sistemul public de învățământ se găsește inevitabil subjugat intereselor statului care îl întreține. În cel mai rău dintre cazuri în mod direct și explicit, dar chiar și formarea agendelor educaționale poate fi afectată de interesele vreunei anumite autorități de stat.

## Religie
În prezent, libertatea de cult este considerată a fi un drept fundamental, deoarece fiecare individ are capacitatea de a alege liber să practice vreo religie sau pe niciuna dintre ele. Grupurile religioase trebuie să evite posibilele practici de îndoctrinare care se pot realiza prin intermediul caracterului lor didactic. Fiecare individ se cunoaște pe sine și se auto-definește.
Materiile de învățături religioase trebuie să transmită înțelepciune, cunoaștere, respect și Liber arbitru. Se distinge și contrastează îndoctrinarea de educația religioasa prin trei puncte: metoda, conținutul și intenția. Îndoctrinarea se definește prin mijloacele folosite pentru a asigura acceptarea credințelor și/sau capacitatea de a apăra astfel de credințe, ultimul dintre aceste trei puncte este cel care definește îndoctrinarea, intenția din partea sistemului, lasă puțin sau deloc spațiu pentru discuții libere, pentru chestionări și critici, împiedicând capacitatea indivizilor de a gândi ei înșiși.
În anumite cazuri, se poate ajunge la spălarea creierului, unde o ideologie este folosită ca doctrină iar mediul structural al grupului cultural dominant întărește și ranforsează condițiile pentru îndoctrinare.
Noi Mișcări Religioase (NRM) au crescut începând cu anii 1960, atrăgând atenția psihologilor, școlilor de religie, autorităților juridice, mass-media și publicului larg. Odată cu prima generație de oameni convertită la aceste mișcări, au apărut critici în jurul acuzațiilor de spălare a creierului și a controlului minții.
O cantitate disproporționată de cercetări și teoretizări aferente a vizat afirmația că recrutarea pentru anumite „culte” a fost în mod esențial involuntară, în sensul că puternicele tehnici de „spălare a creierului”, de „control al minții” sau „persuasiune coercitivă” au dat naștere la procese de conversie și angajament coercitive și neconsensuale, în ciuda statutului lor aparent voluntar.

## Domeniul militar
Îndoctrinarea militară este un proces prin care civilii sunt transformați în membri ai serviciului militar. Scopul este acela de a pregăti fizic și psihic fiecare cadet și de a le insufla o înțelegere și o dorință de a trăi în conformitate cu valorile fiecărui respectiv serviciu.
Îndoctrinarea militară are trei obiective specifice:
1) Înlăturarea caracteristicilor care sunt dăunătoare vieții militare, adică, subordonarea interesul propriu, interesului de a respecta ordinele.
2) Pentru propria apărare, dacă viața sa este în pericol, eliminarea inamicului .
3) Permisiunea ca recruții să se vadă pe ei înșiși în termeni colectivi.
Acest lucru nu trebuie confundat cu îndoctrinarea făcută de vreun cult sau organizație, căutându-se ca recrutul să își apere propriile valori, onoare și integritate. La modul individual, fiecare dintre recruți trebuie să îndeplinească diverse responsabilități și să demonstreze abilități în luarea unor decizii complexe.
Îndoctrinarea militară strictă este un proces constructiv și de adaptare, inițial recrutul fiind îndepărtat din propria sa individualitatea pentru a face parte dintr-un grup care are valori și atitudini definite, fiecare individ văzându-se expus la diferite surse de stres, cum ar fi activitatea fizică intensă și lipsa de odihnă, prima etapă fiind cunoscută sub numele de dez-pluralizare.
A doua etapă este conformismul, în care individul ia treptat noi atitudini și le demonstrează în cadrul grupului, pentru a urma mișcările sau ordinele impuse spre a satisface cerințele cerute de grup, căutând să evite corecția sau represiunea, într-un fel se caută sprijin în cadrul grupului. 
A treia etapă este internalizarea , etapă în care individul începe să accepte convingerile și ideologia grupului, din curiozitate, presiune socială sau justificând conformarea prealabilă, iar ultima etapă este consolidarea, constând în loialitate dobândită față de grup.